# Agnes von Württemberg (1835–1886)

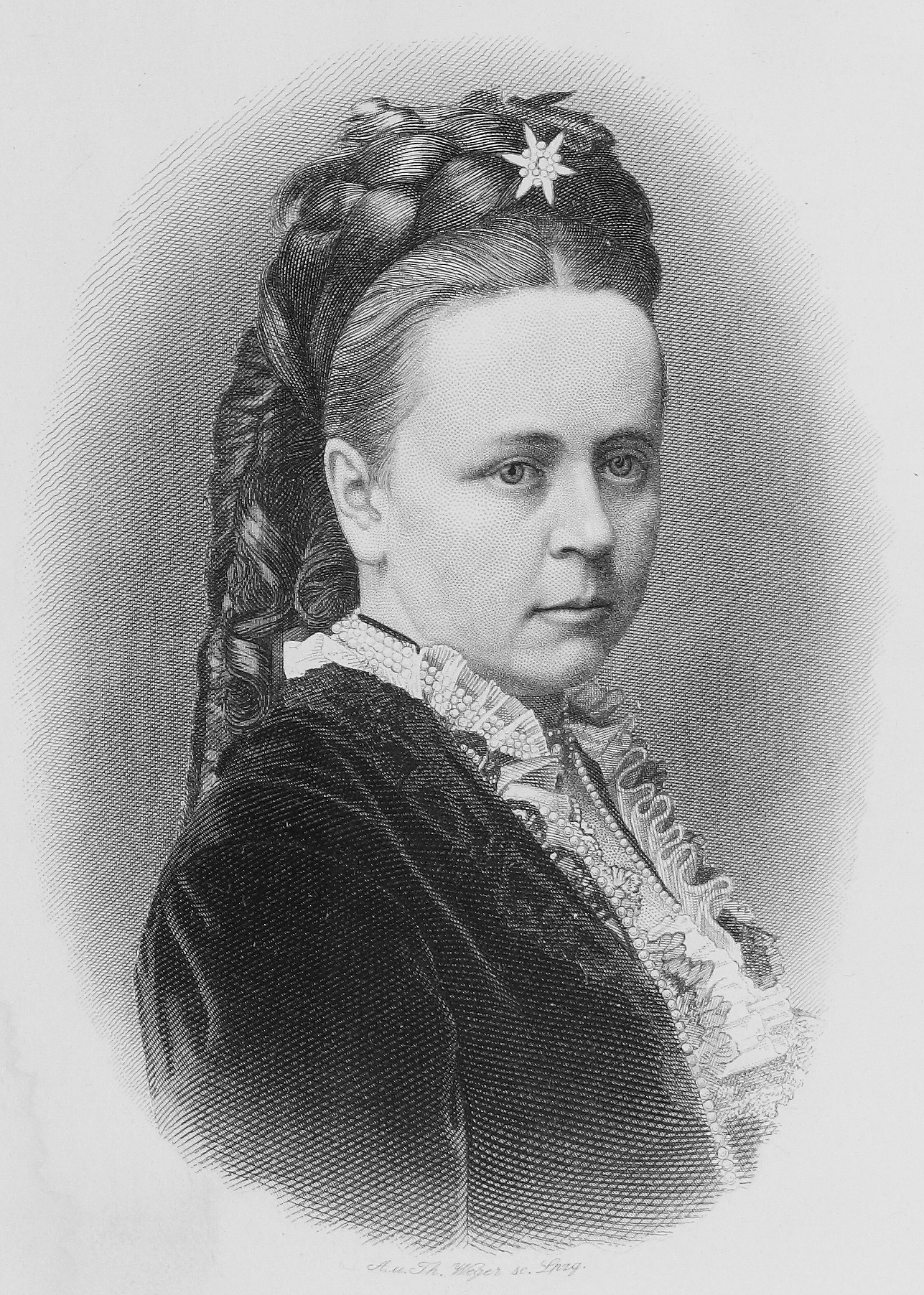
Agnes von Württemberg auf einem Stich von August Weger

Prinzessin Agnes von Württemberg, verh. Pauline Louise Agnes Fürstin Reuß jüngerer Linie (* 13. Oktober 1835 in Bad Carlsruhe; † 10. Juli 1886 auf Schloß Osterstein bei Gera) war ein Mitglied des deutschen Hochadels. Unter dem Pseudonym Angelica Hohenstein war sie zudem als Schriftstellerin tätig. 

## Leben
Agnes von Württemberg wurde als Tochter des Herzogs Eugen von Württemberg, eines berühmten Feldherrn der Befreiungskriege, und der Prinzessin Helene zu Hohenlohe-Langenburg auf Schloss Carlsruhe geboren. Am 6. Februar 1858 heiratete sie in Carlsruhe den regierenden Fürsten Heinrich XIV. von Reuß jüngere Linie, das Paar hatte zwei Kinder:
1. Heinrich XXVII. (1858–1928); ⚭ (11. November 1884 in Langenburg) Prinzessin Elise zu Hohenlohe-Langenburg (1864–1929) [zur Frage, warum auf den Vater Heinrich XIV. sein Sohn als XXVII. folgt, vergleiche hier]
2. Elisabeth (* 27. Oktober 1859 in Gera; † 23. Februar 1951 auf Schloss Hungen); ⚭ (17. November 1887 in Gera) Hermann zu Solms-Braunfels (1845–1900).

Agnes von Württemberg gründete zahlreiche Stiftungen und Institute, die ihren Namen trugen, so zum Beispiel die Agnes-Schule, eine Lehranstalt für weibliche Dienstboten in Gera.
Bestattet ist sie in der Fürstlichen Gruft der Bergkirche St. Marien in Schleiz.

## Werke
- Helene (Erzählung; 1867)
- Aus schönen Stunden. Acht Bilder (enth.: Fra Giovanni Angelico da Fiesole, Roswitha, Aus Venedig, Eine Waldphantasie, Drei Volkslieder in einem Bilde, Im Hinterstübchen, Die Lilie auf dem Meraner Friedhof, Johann Arnolds Tagebuch; 1878)
- Der Segen der Grossmutter (Familienbild in zwei Bänden; 1880)